# Alfred Muller
Ne doit pas être confondu avec Alfred Müller (acteur).
Pour les articles homonymes, voir Muller.
Alfred Muller, né le 23 décembre 1940 à Strasbourg et mort le 13 novembre 2020 à Schiltigheim, est un homme politique français, maire de Schiltigheim (Bas-Rhin) de 1977 à 2008 et député de 1993 à 1997.

## Biographie
Après avoir siégé comme maire-adjoint sans étiquette dans une majorité de gauche non-communiste de 1971 à 1977, il est élu maire sur une liste d'union de la gauche en mars 1977 et adhère au Parti socialiste en novembre suivant. De sensibilité rocardienne, il devient en 1982 premier secrétaire de la fédération PS du Bas-Rhin.
Il est conseiller général du Bas-Rhin, élu dans le canton de Schiltigheim, de 1979 à 2004, date à laquelle il est battu par une candidate écologiste ; en 2003, il y siégeait au sein du groupe indépendant, centriste et apparenté avec Jean-Claude Petitdemange (PRG) et Jean-Laurent Vonau (ex-RPR). Il a par ailleurs été membre du conseil de la communauté urbaine de Strasbourg.
En 1986, il rompt avec le PS et fonde le Mouvement démocratie alsacienne. Il est réélu aux élections municipales de 1989, 1995 et 2001. Il ne brigue pas un nouveau mandat en 2008.
Il est élu en 1993 à l'Assemblée nationale dans la 3e circonscription du Bas-Rhin, avec 53,5 % des voix au second tour, mais est éliminé dès le premier tour à l'élection suivante, en 1997 (17,4 %), ayant dû affronter un candidat officiel du PS (17 %).
En 2002, il parraine la candidature de Jean-Pierre Chevènement à l'élection présidentielle.